# El Herrumblar
El Herrumblar es un municipio español situado al sureste de la provincia de Cuenca, en la comunidad autónoma de Castilla-La Mancha.

## Geografía

### Relieve
El término municipal de El Herrumblar ocupa una extensión de 46,10 km² y se encuentra a una altitud media de 775 m s. n. m. De tierras llanas con pocos accidentes en el oeste a zonas escarpadas y montes al este, donde encontramos el paraje de Mortanchinos, con una rambla que alimenta al río Cabriel.

### Ubicación
En un collado desde el que domina los términos municipales más cercanos, limita al sur con Villamalea (provincia de Albacete), al este con Venta del Moro (provincia de Valencia), al norte con Iniesta (provincia de Cuenca) y al oeste con Ledaña (provincia de Cuenca).

## Historia
Los vestigios arqueológicos documentados de la localidad de El Herrumblar se remontan a la Protohistoria: De la Edad del Bronce se conocían ya vestigios que se guardan en el Museo Arqueológico de Cuenca, procedentes del Cerro Chavo (expediente 79/215).
Este mismo yacimiento ha sido publicado en ocasiones (Valero Tévar, 1999: 184; Ídem e.p.) describiendo en él estructuras habitacionales realizadas en zócalo de piedra y parte superior en material perecedero. La cultura material se compone fundamentalmente de cerámica de labio vuelto con decoración en ungulaciones y dientes de hoz.
De la época ibérica se conocían, por datos de Carta Arqueológica, dos yacimientos próximos a la localidad, y localizados en las prospecciones realizadas por Miguel Ángel Valero Tévar, previas a la construcción de la variante de la carretera CM 3201 (Valero Tévar, 2001 passim). Se trata de dos pequeños yacimientos de apenas 0,50 ha de dimensiones, que se ubicaban en una ladera que mira al sureste y tendrían una clara funcionalidad agropecuaria. No obstante otros yacimientos de esta época, como el Llano de los Cabezos, se habían documentado con anterioridad (Valero Tévar, e.p.) con apariciones numismáticas que aportan luz sobre la localización de la ceca de Ikalesken.
Ya de época romana y gracias a las aportaciones particulares que localizan de forma esporádica y casual vestigios arqueológicos en las tareas agrícolas de remoción de tierras, se había documentado otro yacimiento de esta época (Valero Tévar, 1998: 25), se trata de El Balsón.
Según la tradición oral El Herrumblar se forma de la unión de varias pequeñas aldeas que la rodeaban, Los Noguerones, Garadén, El Pino Casablanca, etc, parte de los habitantes de ellas se trasladaron a El Herrumblar debido a sus buenas condiciones de vida cercana a varios cauces de agua que facilitaba la agricultura hortofrutícola, hecho reflejado en el Diccionario histórico-geográfico de España del cartógrafo Tomás López, (Limpó, et alii, 1996: 17) cuando se afirma que la zona es rica en cultivos, gracias también al pozo de buenas aguas, el Pozuelo (Madoz, 1987: 75).
Se independiza de la villa de Iniesta en 1782, cuando habitaban en el municipio unos cien vecinos (Limpó, et alii, 1996: 16).

## Demografía
El Herrumblar cuenta con una población de 785 habitantes (INE 2024).
| Gráfica de evolución demográfica de El Herrumblar entre 1842 y 2021                                                                                             |
| |
| Población de derecho según los censos de población del INE Población de hecho según los censos de población del INEEn este censo se denominaba Herrumbrar: 1842 |

## Economía
En su economía destaca principalmente la producción vinícola, de la que se están recibiendo numerosos premios por la calidad de nuestros vinos. Uno de los más destacados es el de clase blanca, denominado "Lágrimas de Sauvignon blanc", premiado con medalla de oro en los últimos años. Cabe destacar también en la economía el cultivo del olivo del que disfrutamos de un estupendo aceite virgen extra llamado "Altos del Cabriel", también destaca el  cultivo del almendro muy extendido en los últimos años. Disponemos de pequeños huertos para el consumo habitual de una familia, pero debido a la escasez de agua tienen muy poca productividad.

## Administración
| Periodo   | Nombre                             | Partido                                 |
| --------- | ---------------------------------- | --------------------------------------- |
| 1979-1983 | Pascasio Plaza Blasco              | Agrupación de electores                 |
| 1987-1991 | Pascasio Plaza Blasco              | Agrupación Independiente Independientes |
| 1991-1995 | Pascasio Plaza Blasco              | Agrupación Independiente Independientes |
| 1995-1999 | Pascasio Plaza Blasco              | PSOE                                    |
| 1999-2003 | Pascasio Plaza Blasco              | PSOE                                    |
| 2003-2007 | Pascasio Plaza Blasco              | PSOE                                    |
| 2007-2011 | Pascasio Plaza Blasco              | PSOE                                    |
| 2011-2015 | Pascasio Plaza Blasco              | PSOE                                    |
| 2015-2019 | Bernabea Concepción González Rubio | PSOE                                    |
| 2019-2023 | Leandro Blasco Rubio               | PP                                      |
| 2023-act. | Leandro Blasco Rubio               | PP                                      |

## Monumentos
- Iglesia parroquial con la ermita de Nuestra Señora de la Estrella. Construida en 1777.
- Ermita de San Julián. Construida en 1680 junto al cementerio de la localidad.

## Fiestas

### San Julián
Cada 28 de enero se celebra el día del patrón San Julián con una procesión que tiene como destino la ermita que lleva su nombre. Se celebran unos días antes varios actos en su honor como la degustación de platos típicos realizados por las diversas asociaciones que hay en la localidad, también destaca la degustación de sequillos y zurra realizados por la Asociación de Amas de Casa.

### El Chozo
Cada Domingo de Resurrección se celebra un pequeño encuentro en el que los principales protagonistas son los quintos y quintas y de ese año. El verdadero significado de esta tradición se remonta a los tiempos en los que los hombres se iban a hacer el servicio militar y este acto servía como despedida. Este acto consiste en que los quintos y quintas adornan una calle del pueblo con pinos pequeños, arcos forrados con ramas de árboles y flores realizadas de papel de seda con anterioridad por las madres y mujeres del pueblo, el final de la calle se encuentra el refugio donde está situado el Niño Jesús. Este acto representa la procesión cristiana del encuentro de la resurrección, los quintos traen de la iglesia a la Virgen acompañados de las cofradías de nazarenos locales y de la asociación musical San Julián. En mitad de la calle se produce el encuentro en el que se le quita el luto a la Virgen y se marcha hacia la iglesia tanto quintos como quintas para dar comienzo a la misa del Domingo de Resurrección. 

### Fiestas de verano
Se realizan durante la primera semana de agosto. En estas fiestas se elige a la Reina y Reina Infantil de las fiestas y a sus respectivas cortes.
Son las fiestas más esperadas por toda la gente del pueblo ya que se realizan diversos actos como la apertura de las fiestas, la coronación y sus corridas de toros. Gracias a todos los visitantes que vienen a pasar estos días con nosotros nuestro pueblo se llena de gente de todos los puntos de la Manchuela. 
En estas fiestas cabe destacar el papel de la Comisión de fiestas y del Ayuntamiento, ya que son los encargados de trabajar todo un año para que  nuestras fiestas cada año sean mejores que las del anterior.

### Virgen Ntra. Sra. de la Estrella
Son las fiestas verdaderas del pueblo en honor a la Virgen Ntra. Sra. de la Estrella, realizadas desde tiempos inmemoriales en época de vendimia, pero ahora sólo se realizan durante los días 8 y 9 de septiembre, los demás días se trasladaron a la primera semana de agosto para captar mayor número de visitantes y que pueda estar la mayor parte de la población.
Con anterioridad a estos días se celebra la Ofrenda floral en honor a la Patrona en la que participa casi todo el pueblo, con la colaboración de pueblos vecinos. En esta ofrenda destaca la vestimenta del traje de Manchega. 
El día 8 de septiembre es el día grande de las fiestas, el día de la Patrona, en el que se realiza una procesión por las calles de la localidad con la compañía de las Reinas y cortes de honor y la Asociación Musical San Julián. 
El día 9 de septiembre se conoce como el día de la cooperativa, por la tarde se realiza una procesión desde la iglesia hasta la cooperativa de la localidad, en la que como ya es costumbre a la llegada de la Virgen a la cooperativa, las Damas realizan una pequeña ofrenda de una cesta de uva cortada de los viñedos que están a la espera de que comience su recolección, cuando termina dicha ofrenda es la Reina de las fiestas la encargada de hacer la llamada "Pisada de Honor".
Terminado este acto da comienzo una pequeña invitación con degustación de nuestros exquisitos vinos. 
Concluida la invitación se lleva de vuelta la Virgen a la iglesia "bailada" a cargo de sus portadores al ritmo de la Banda de Música y con sus Damas y Reinas bailando hacia ella. Cuando la Virgen es llevada a la iglesia, el coro es el encargado de cantarle su famoso Himno en honor a ella.